# Lipsí
Lipsí (en griego: Λειψοί; en italiano: Lisso) es un pequeño grupo de islotes situado en la zona norte del archipiélago del Dodecaneso,  en Grecia, al sur de la isla de Samos y al norte de Leros. Lipsí es la isla más grande del grupo, y está comunicada por los transbordadores que pasan entre las cercanas islas de Patmos y Leros, más grandes y mejor comunicadas, y en la ruta principal de un transbordador semanal que parte del Pireo, el puerto de Atenas. La población principal de Lipsí es pintoresca, aunque de escaso interés arquitectónico.
Lipsí es también un municipio de la unidad periférica de Kálimnos de la periferia de Egeo Meridional.

## Geografía
El punto más alto de la isla se sitúa aproximadamente a 300 metros por encima del nivel del mar. Su superficie es de 16 km², con una longitud de costa de 35 km.
La isla tiene manantiales en Fountáni (también conocido como Pikrí Neró) en la zona cercana a Koímissi, junto con otros menores que también fluyen en esta zona. Una ruta pavimentada de 960 metros tallada en la colina conecta la zona superior de la isla, el barrio de Koimisi, con el asentamiento principal, dominado por la Cueva de Ontas. Otras formaciones geológicas del mismo tipo pueden encontrarse a lo largo de la costa y en las islas más allá de la bahía portuaria.
Entre las playas de Lipsí la más popular es Lientou, por su cercanía a la población, así como las playas de Kampos, Platys Yialos (una franja de arena en el mar) o la de Papandria al sur, frente a la isla de Leros, que ofrece una vista típica de cañaverales y un hermoso entorno natural. Más lejanas están la playa de Chochlakoura, característica por sus guijarros, piedras planas y pintorescas cuevas; Tourkomnima y Xirokampos, Monodendri y Kamares, todas ellas a mayor distancia de las poblaciones.

## Historia
Durante 566 años, desde el período del emperador bizantino Alejo I Comneno, la isla pertenecía por completo al Monasterio de Patmos, que sigue manteniendo derechos de propiedad en Lipsí. El Museo Eclesiástico y de Folklore de Lipsi alberga iconos religiosos del siglo XVI y XVII, cruces y vestimentas religiosas adornados de oro del siglo XVII, vestimentas locales, utensilios tradicionales y monedas de varios períodos históricos. También se muestra una colección menor de hallazgos diversos, entre los que destaca un fragmento de capitel de mármol de estilo Jónico del siglo IV a. C. y algunas lámparas de aceite del siglo III a. C..

## Economía
Los productos locales se limitan a la miel de tomillo (producida de forma tradicional), el vino, una de las variedades más antiguas de queso en Grecia, un queso de cabra llamado touloumotyri, una versión local de queso de suero llamado mizithra y uvas. También tejidos tradicionales, alfombras y fookadia (bolsas de tela utilizadas para la cepa de queso). 
La mayoría de las aisladas y protegidas bahías que bordean la costa, como la Bahía Moschato en el norte de la isla, se han visto perjudicadas por la piscicultura. El agua en estas bahías está a menudo muy turbia con los desechos del cultivo. Las playas, menos protegidas naturalmente, no están contaminadas y hay un fácil acceso mediante la red de carreteras, recientemente reconstruidas mediante financiación de la Unión Europea.
Lipsí forma parte de las islas del Dodecaneso que no son hídricamente autosuficientes. Recibe agua todos los años, especialmente en verano por la temporada turística, desde Rodas, por un precio medio de 5 € el metro cúbico.

## Arquitectura
Hay multitud de iglesias y monasterios esparcidos alrededor de la isla, dedicados a una amplia variedad de santos. Cabe destacar la iglesia de Ágios Nektários, construida alrededor de 1980 por el padre Nikiforos, el sacerdote parroquial de Lipsí en el momento, que es el baptisterio favorito de los lipsiotas. 
- Panagiá tou Hárou: construida entre el siglo VII y el VIII, es de estilo arquitectónico puramente isleño, bizantino en la percepción aunque austera y sin pretensiones. Hay un santo icono de la Virgen en esta iglesia, con reputación de tener poderes milagrosos, que representa a María sosteniendo a Jesús Crucificado. La originalidad del concepto y lo artístico de la rendición hacen de este icono uno de los momentos brillantes de la hagiografía.

- Theológos Ágios Ioánnis (San Juan Evangelista), cuya construcción fue financiada por inmigrantes lipsiotas.

- Koímisis tis Theotókou (Sueño de María), es una iglesia que domina la pequeña bahía que lleva el mismo nombre. Pueden encontrarse relicarios que contienen restos de los monjes sometidos a martirio y asesinados por los turcos otomanos durante los años de ocupación por el imperio otomano. Cinco de los monjes han sido recientemente beatificados por decreto de la Iglesia Ortodoxa Griega.

- La iglesia de Panagiá (la Virgen) en Kouselio, construida sobre los cimientos de una iglesia cristiana primitiva. Incrustados en sus paredes pueden apreciarse mármoles con inscripciones procedentes de la antigua iglesia, que fueron utilizados como material de construcción para la nueva iglesia.

- Profítis Ilías, una iglesia dedicada al profeta Elías, situada en la cima de una colina que domina el puerto, según la tradición de las iglesias dedicadas a este profeta, que se construyen en lugares elevados.

Otras iglesias interesantes son las dos iglesias de San Nicolás, situadas en los cabos de ambos lados de la boca del puerto, junto con las iglesias de Ágios Theológos Moschátou (siglo XVII) y Ágios Panteleḯmon, en Katsadiá. Hay también una fortaleza que puede encontrarse coronando el punto más alto de la isla.